# سعادت‌آباد (سیرجان)
سعادت‌آباد یک روستا در ایران است که در شهرستان سیرجان واقع شده‌است. محله سعادت‌آباد هماشهر ۱٬۹۴۲ نفر جمعیت دارد.
از قدیم الایام سعادت آباد و روستاهای اطراف آن به قهستان معروف بودند.
به صفحه قهستان سیرجان رجوع کرده و اطلاعات کامل تری را مطالعه نمایید.